# Villetaneuse
Villetaneuse là một xã trong vùng hành chính Île-de-France, thuộc tỉnh Seine-Saint-Denis, quận Saint-Denis, tổng Pierrefitte-sur-Seine. Tọa độ địa lý của xã là 48° 57' vĩ độ bắc, 02° 20' kinh độ đông. Villetaneuse nằm trên độ cao trung bình là 43 mét trên mực nước biển, có điểm thấp nhất là 34 mét và điểm cao nhất là 85 mét. Xã có diện tích 2,31 km², dân số vào thời điểm 1999 là 11.376 người; mật độ dân số là 4.925 người/km².

## Thông tin nhân khẩu
| 1936  | 1946  | 1954  | 1962  | 1968  | 1975  | 1982   | 1990   | 1999   |
| ----- | ----- | ----- | ----- | ----- | ----- | ------ | ------ | ------ |
| 3 251 | 3 066 | 3 937 | 4 892 | 7 405 | 8 909 | 10 080 | 11 177 | 11 376 |

## Các thành phố kết nghĩa
- Vila Nova de Foz Côa, Bồ Đào Nha
- Birkenwerder, Đức

## Nhân vật nổi tiếng
- César Baldaccini, nhà điêu khắc.
- Maurice Utrillo, họa sĩ.
- Martial Trico ca sĩ.

```
==Tham khảo==
```